# Frontera entre Argentina y Chile
La frontera entre Argentina y Chile es la frontera terrestre internacional más larga de América Latina y la tercera más larga del mundo después de la frontera entre Canadá y Estados Unidos y la que discurre entre Kazajistán y Rusia. Con una longitud de 5.308 kilómetros, la frontera separa a Chile de Argentina a lo largo de los Andes y en la isla Grande de Tierra del Fuego.

## Frontera disputada

### Conflictos y litigios pasados
Litigios resueltos
- Tratado de 1881 entre Argentina y Chile
- Cuestión del seno Última Esperanza
- Litigio de la Puna de Atacama
- Laudo limítrofe entre Argentina y Chile de 1902
- Disputa limítrofe del río Encuentro-Alto Palena
- Conflicto del Beagle
- Disputa de la laguna del Desierto

### Litigios actuales
En la actualidad quedan por resolverse dos tramos de frontera, uno en el continente americano y el otro en la Antártida o Antártica, aunque este último se encuentra en suspenso mediante el Tratado Antártico y los reclamos se superponen con la de un tercer país, el Reino Unido.

#### Campo de Hielo Patagónico Sur

Litigio del campo de hielo Patagónico Sur.

Existe una zona en que la frontera entre Argentina y Chile que todavía no está demarcada, la cual está descrita en el Acuerdo de 1998 entre ambos países.
Dicha zona está ubicada entre la provincia argentina de Santa Cruz y la región chilena de Magallanes.
En 1998, Argentina y Chile dialogan poner fin al litigio del campo de hielo Patagónico Sur, fruto de esto surge un acuerdo que planeaba redefinir la demarcación entre el monte Fitz Roy y el cerro Daudet, sin embargo éste solo redefinió la zona entre el cerro Murallón y el cerro Daudet (correspondiente a la sección A del Acuerdo) y trazó una parte del límite entre el monte Fitz Roy y el cordón montañoso que se encuentra al oeste del mismo. Ambos países no pudieron ponerse de acuerdo sobre el límite entre el Fitz Roy y el cerro Murallón, por lo tanto se llegó al siguiente acuerdo sobre la zona en cuestión (sección B):

En el área determinada entre los paralelos de Latitud Sur 49º10'00" y 49º47'30" y los meridianos de Longitud Oeste 73º38'00" y 72º59'00", según sistema de coordenadas geográficas Campo Inchauspe 1969, las Partes encomiendan a la Comisión Mixta de Límites Chile-Argentina la realización del levantamiento a fin de confeccionar conjuntamente la carta a escala 1:50.000, conforme a lo dispuesto en el citado Protocolo de 1941 y en sus documentos conexos. Dicho levantamiento cartográfico en la mencionada escala constituirá un requisito imprescindible para llevar a cabo la demarcación en el terreno.

#### Antártida

Mapa mostrando las reclamaciones de Chile y Argentina en el continente antártico y la superposición de estas.

Las reclamaciones territoriales de Argentina y Chile sobre la Antártida se superponen parcialmente una con la otra. Chile reclama para sí el Territorio Chileno Antártico, el cual se incluye en la Región de Magallanes y la Antártica Chilena, mientras que Argentina reclama la Antártida Argentina, cuyo territorio forma parte de la Provincia de Tierra del Fuego, Antártida e Islas del Atlántico Sur. 
Ambos países se reconocen los territorios que no se superponen con el propio según lo estipulado en los protocolos de los años 1947, 1948, 1964, 1971 y 1978.

## Galería

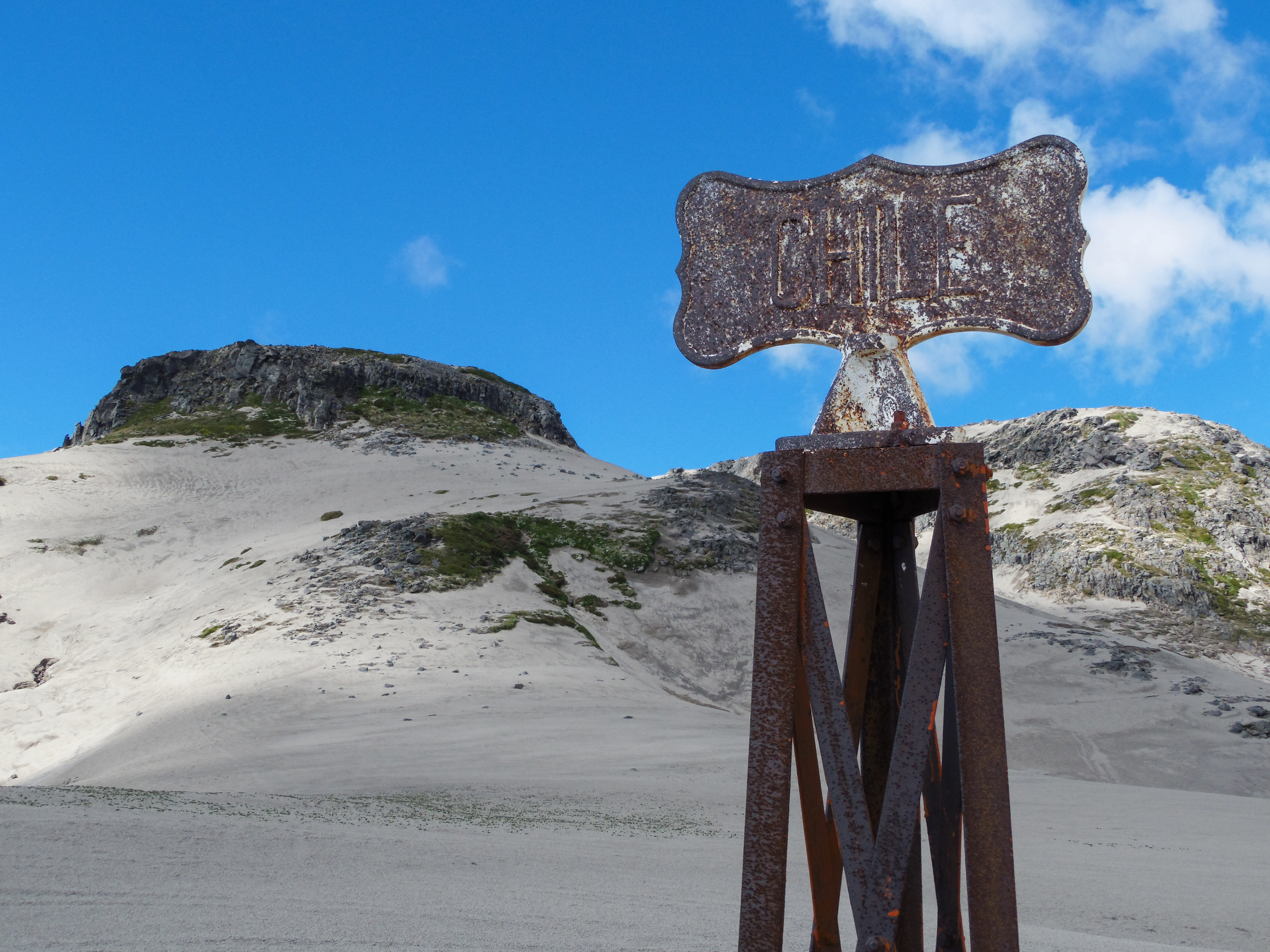
Cerro Mirador, Parque Nacional Puyehue.
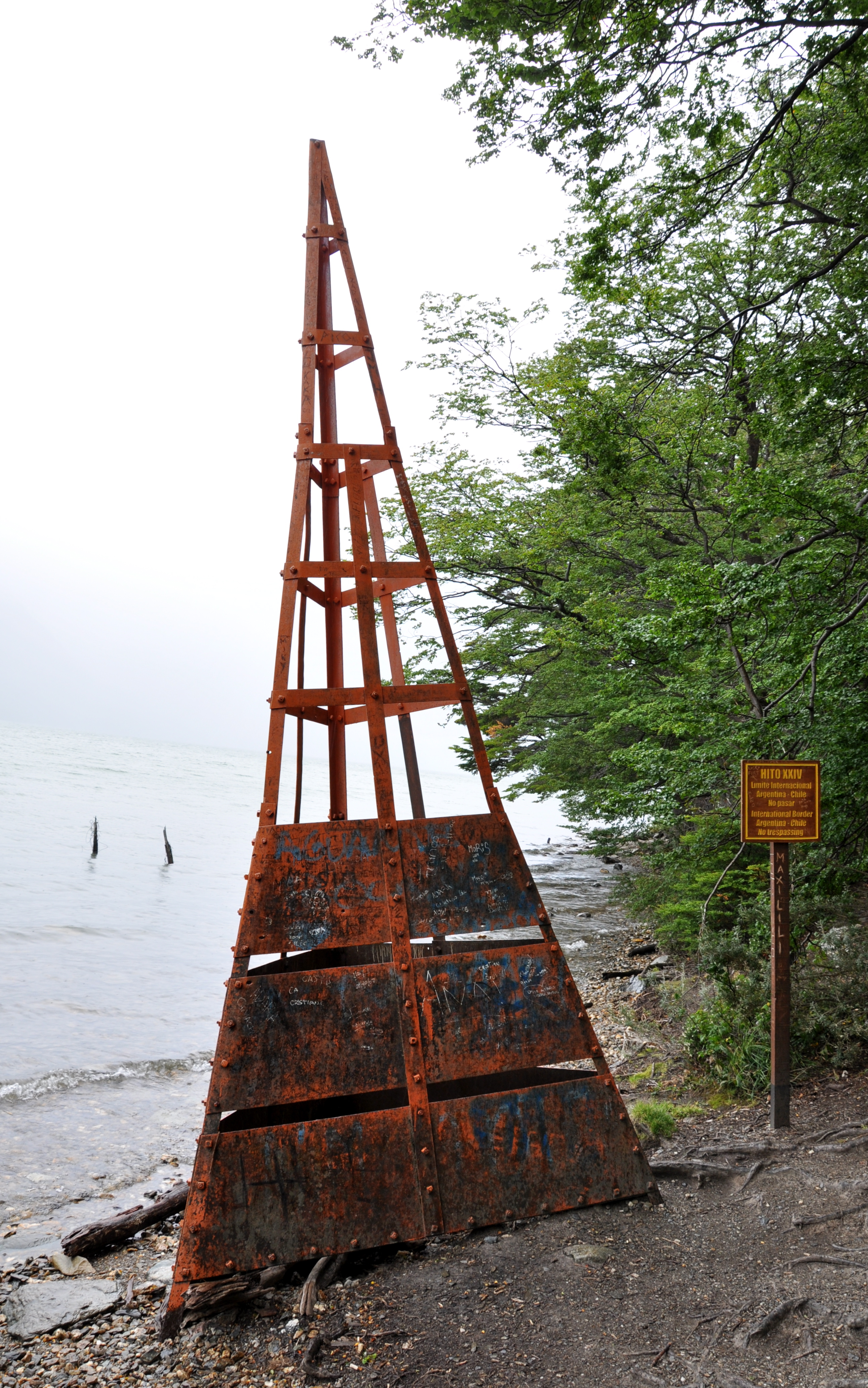
Hito XXIV en Tierra del Fuego.
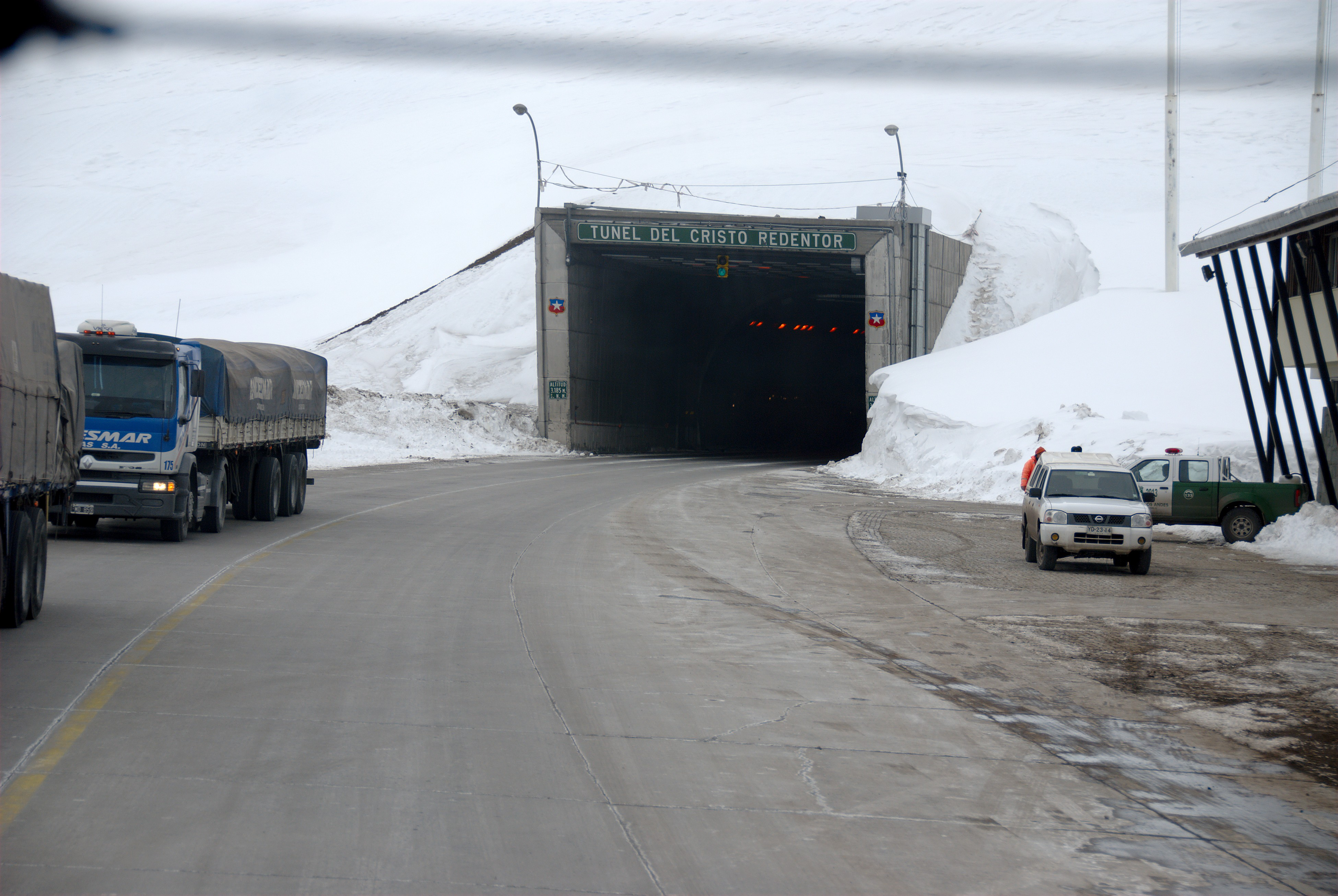
Túnel Cristo Redentor, lado chileno.
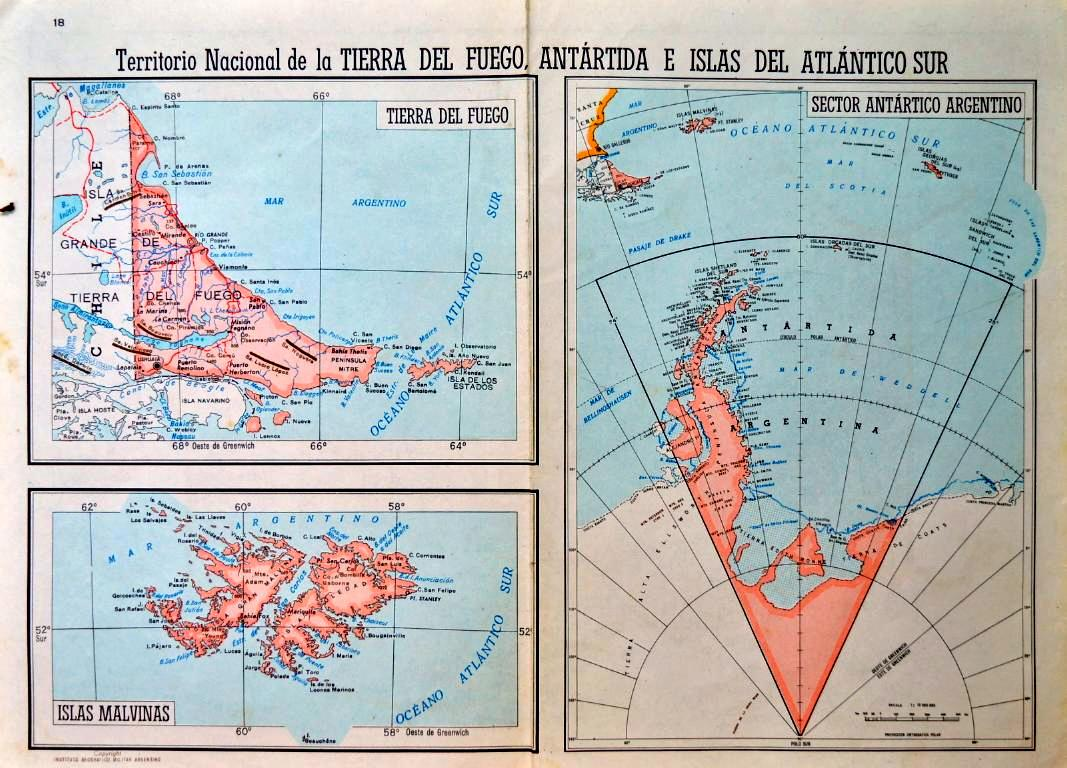
Mapa elaborado por el Instituto Geográfico Militar del Ejercito Argentino 1962 del entonces territorio nacional y que reivindica las islas al sur del canal de Beagle. El ligio cesó en 1984.
Mapa de las pérdidas territoriales de la República de Chile de iure según la historiografía chilena.